# Episodi di Baywatch Nights (prima stagione)
La prima stagione della serie televisiva Baywatch Nights, composta da 22 episodi, è stata trasmessa sulla syndication dal 30 settembre 1995 al 18 maggio 1996. In Italia è stata trasmessa su Italia 1 nel 1997.
| nº | Titolo originale           | Titolo italiano         | Prima TV USA      | Prima TV Italia |
| -- | -------------------------- | ----------------------- | ----------------- | --------------- |
| 1  | Pursuit                    | Scatti e ricatti        | 30 settembre 1995 | 1997            |
| 2  | Bad Blades                 | Pattini pericolosi      | 7 ottobre 1995    | 1997            |
| 3  | Silent Witness             | Testimone silenzioso    | 14 ottobre 1995   | 1997            |
| 4  | Deadly Vision              | Visioni mortali         | 21 ottobre 1995   | 1997            |
| 5  | Just a Gigolo              | Professione Gigolò      | 28 ottobre 1995   | 1997            |
| 6  | 976 Ways to Say I Love You | Ricatto mortale         | 4 novembre 1995   | 1997            |
| 7  | Pressure Cooker            | Pollo a colazione       | 11 novembre 1995  | 1997            |
| 8  | Balancing Act              | Giade Birmane           | 18 novembre 1995  | 1997            |
| 9  | Blues Boy                  | Il ragazzo del blues    | 25 novembre 1995  | 1997            |
| 10 | Kind of a Drag             | Una strana compagnia    | 2 dicembre 1995   | 1997            |
| 11 | Takeover                   | Sottotiro               | 3 febbraio 1996   | 1997            |
| 12 | Thin Blood                 | Legami di sangue        | 10 febbraio 1996  | 1997            |
| 13 | Payback                    | Il corriere della morte | 17 febbraio 1996  | 1997            |
| 14 | Backup                     | Annegamento sospetto    | 24 febbraio 1996  | 1997            |
| 15 | Thief in the Night         | Il ladro nella notte    | 2 marzo 1996      | 1997            |
| 16 | The Curator                | Incubo mortale          | 9 marzo 1996      | 1997            |
| 17 | Code of Silence            | Il codice del silenzio  | 16 marzo 1996     | 1997            |
| 18 | Vengeance                  | Il gusto della vendetta | 20 aprile 1996    | 1997            |
| 19 | Epilogue                   | Veleno invisibile       | 27 aprile 1996    | 1997            |
| 20 | Rendezvous                 | Programma di protezione | 4 maggio 1996     | 1997            |
| 21 | A Closer Look              | Identità rubata         | 11 maggio 1996    | 1997            |
| 22 | Heat Rays                  | Inganno mortale         | 18 maggio 1996    | 1997            |

## Scatti e ricatti
- Titolo originale: Pursuit
- Diretto da: Gus Trikonis
- Scritto da: Kimmer Ringwald
- Interpreti: David Hasselhoff (Mitch Buchannon), Gregory Alan Williams (Garner Ellerbee), Angie Harmon (Ryan McBride), Lisa Stahl (Destiny Desimone), Lou Rawls (Lou Raymond), Carol Alt (Cassidy), Mimi Kennedy (paparazza), Peter Kent (Grimes), Henry Brown (ufficiale polizia), Scott Cleverdon (fotografo), Andrea Robinson (modella in topless), Julie Clalini (Alexa), Tab Benoit (artista musicale), Chanton Anderson (modella), Al Wan (modella in bikini), Jenny Inge (guardaspiaggia), Cherie Wimberly (modella)

### Trama
Mitch Buchannon e Garner Ellerbee iniziano un secondo lavoro come detectives privati per conto dell'agenzia investigativa di Ryan McBride. L'agenzia di Ryan è ubicata sopra del locale "Nights" di Lou Raymond. Il primo incarico di Mitch e Garner è di fare da guardia del corpo a Cassidy, una top model che si sente minacciata.

## Pattini pericolosi
- Titolo originale: Bad Blades
- Diretto da: Georg Fenady
- Scritto da: Gordon Dawson
- Interpreti: David Hasselhoff (Mitch Buchannon), Gregory Alan Williams (Garner Ellerbee), Angie Harmon (Ryan McBride), Lisa Stahl (Destiny Desiimone), Lois Nettleton (Francees Sandreen), Jason Hervey (Todd Sandreen), John O'Hurley (Kemp), Richard Bakalyan (Peebles Runkin), Wolf Bauer (Dieter Gunkel), Angela Spangler (Margo), Shana Saling (The Blond), Ted Mehous (fattorino)

### Trama
Micth, Garner e Ryan indagano per conto di Francees Sandreen, un'imprenditrice di comsmetica, riguardo al coinvolgimento di suo figlio in una banda di ladri di pattini a rotelle.

## Testimone silenzioso
- Titolo originale: Silent Witness
- Diretto da: Richard Friedman
- Scritto da: Douglas Schwartz
- Interpreti: David Hasselhoff (Mitch Buchannon), Gregroy Alan Williams (Garner Ellerbee), Angie Harmon (Ryan McBride), Lisa Stahl (Destiny Desimone), Lou Rawls (Lou Raymond), Debbie Boone (Lorraine), Gregory Scott Cummins (Kirk), Janet Ellber (Lorraine), Paige Moss (Hayley Cartwright), Angela Harry (Corine), Price Jackson (Morgan), Barbara Moore (guardaspiaggia Sandy), Roger Hewlett (Dave), Eric Cronlund (Mingo), Santos Morales (capitano), Kevin Merrill Wilson (Tom)

### Trama
Mitch e Garner vengono incaricati da una donna per ritrovare sua figlia che è stata testimone di un omicidio, mentre la ragazza di Mitch, Destiny, ha alcune complicazioni durante la notte dopo che la sua borsa è stata scambiata all'aeroporto di Los Angeles, e Ryan viene derubato della proprietà con vista dell'oceano che intende acquistare.

## Visioni mortali
- Titolo originale: Deadly Vision
- Diretto da: Paul Lynch
- Scritto da: Douglas Schwartz
- Interpreti: David Hasselhoff (Mitch Buchannon), Gregroy Alan Williams (Garner Ellerbee), Angie Harmon (Ryan McBride), Lisa Stahl (Destiny Desimone), Lou Rawls (Lou Raymond), Carl Weintraub (Burt), Jeffrey Broadhurst (Lyle Abbott), Dennis Cole (uomo dal mediue), Bobbie Jean Brown (Wanda), Megan Blake (signora Van der Dellen), Price Jackson (Morgan), Shay Garner (Vera), Kimberly Hule (giornalista), Joe Fortune (culturista), Cherly Bartel (spettatrice), Jenny Inge (guardaspiaggia Jenny)

### Trama
Mitch, Ryan e Garner indagano su una serie di omicidi grazie alle visioni di Destiny Desimone.

## Professione Gigolò
- Titolo originale: Just a Gigolo
- Diretto da: Marty Pasetta
- Scritto da: David Assael e Len Janson
- Interpreti: David Hasselhoff (Mitch Buchannon), Gregroy Alan Williams (Garner Ellerbee), Angie Harmon (Ryan McBride), Lisa Stahl (Destiny Desimone), Lou Rawls (Lou Raymond), Joel Beeson (Grant Styles), Candy Clark (Julie Young), Dena Dietrich (Clara Fuller), Lisa Vanderpump (Margo Curtis), Jeff Dashnaw (Bobby Bahama), Price Jackson (Morgan), Tina New (prostituta), Lisa Falcone (prostituta), Jenny Inge (guardaspiaggia Jenny)

### Trama
Mitch e Ryan, nei panni rispettivamente di un gigolò e di una ricca vedova, si infiltrano per catturare una banda di ladri.

## Ricatto mortale
- Titolo originale: 976 Ways to Say I Love You
- Diretto da: Charles Bail
- Scritto da: George Geiger
- Interpreti: David Hasselhoff (Mitch Buchannon), Gregroy Alan Williams (Garner Ellerbee), Angie Harmon (Ryan McBride), Lisa Stahl (Destiny Desimone), Lou Rawls (Lou Raymond), Robert Ginty (Steven Sacks), Michael Winslow (fischiatore), Heather Campbelll (Addy Nichols), Nancy Cartwright (Frances O'Reilly), Henry Brown (detective Dennis Winfield), Clayton Norcross (Darren), Michael Yama (Dottor Keys), Gina Martino (telefonista), Angela Campbell (telefonista), Kim Halsey (telefonista), Tanoai Reed (Julio), Becky Barcksdale (Becky Barcksdale), Jenny Inge (guardaspiaggia Jenny)

### Trama
Ryan lavora sotto copertura per incastrare l'assassino di un operatore telefonico, nonostante la sua personale avversione per il lavoro.

## Pollo a colazione
- Titolo originale: Pressure Cooker
- Diretto da: Gus Trikonis
- Scritto da: Len Janson e George Geiger
- Interpreti: David Hasselhoff (Mitch Buchannon), Gregroy Alan Williams (Garner Ellerbee), Angie Harmon (Ryan McBride), Lisa Stahl (Destiny Desimone), Lou Rawls (Lou Raymond), Teri Austin (Tenente Amanda Cash), Jospeh Spencer (Duke Sosa), Rich Werner (Nick Sosa), Kiki Shepard (Charlene), Sandra Dee Robinson (Stormy Walters), Cliff Dorman (Manny Sosa), Mike White (Sergente Decker), Brandy Valentino (adolescente), Ferrari Farris (Summer), Jenny Inge (guardaspiaggia Jenny)

### Trama
Mitch e Garner vanno sotto copertura in un fast food per arrestare uno spacciatore, poco dopo al night club Mitch, Garner, Ryan, Lou e i clienti vengono tenuti in ostaggio dai due fratelli dei due spacciatori chiedendo che vengano scarcerati.

## Giade Birmane
- Titolo originale: Balancing Act
- Diretto da: Gus Trikonis
- Scritto da: George Geiger
- Interpreti: David Hasselhoff (Mitch Buchannon), Gregroy Alan Williams (Garner Ellerbee), Angie Harmon (Ryan McBride), Lisa Stahl (Destiny Desimone), Lou Rawls (Lou Raymond), Philip Bruns (Nicky Pine), Jeanette O'Connor (Rose), Troy Evans (Capitano Tulleni), Barry Sattels (Manny Alvarez), Peter Lucas (Charles Landau), Linda Hoffman (Andy), Eugene Williams (Tecnico di laboratorio), Craig Shugart (Kyle), Arthur Adams (Arthur Adams), Brody Buster (Brody Buster), Jenny Inge (guardaspiaggia Jenny)

### Trama
Mitch, Garner e Ryan, mentre indagano sull'omicidio del precedente proprietario dell'agenzia, vengono coinvolti in un contrabbando di gioielli, un misterioso motoscafo che sfreccia sempre intorno a Baywatch.

## Il ragazzo del blues
- Titolo originale: Blues Boy
- Diretto da: Reza Badiyi
- Scritto da: Kimmer Ringwald
- Interpreti: David Hasselhoff (Mitch Buchannon), Gregroy Alan Williams (Garner Ellerbee), Angie Harmon (Ryan McBride), Lisa Stahl (Destiny Desimone), Lou Rawls (Lou Raymond), Michael Preston (Lyle Logan), Nathan Cavaleri (Willie Logan), Judith McConnell (Miss Belda), Greg Wrangler (Ned Simon), B.B. King (B.B. King), Jennifer Inge (guardaspiaggia Jenny)

### Trama
Un adolescente di nome Lyle Logan chiede aiuto a Mitch e Garner per farsi proteggere dai due sicari appena usciti di prigione, che gli ha ucciso lo zio.

## Una strana compagnia
- Titolo originale: Kind of a Drag
- Diretto da: Bernard Kowalski
- Scritto da: David Braff e Len Janson
- Interpreti: David Hasselhoff (Mitch Buchannon), Gregroy Alan Williams (Garner Ellerbee), Angie Harmon (Ryan McBride), Lisa Stahl (Destiny Desimone), Lou Rawls (Lou Raymond), Stuart Fratkin (Duncan Valentine), David Krassner (Randy Dillon), Loren Freeman (Chris Vogel), Frank Marino (manager del concerto), Price Jackson (Morgan), Jeff Masters (Steve), Sandy Flynn (Cindy), Brent Allen (Bette Midler), Andrea Leithe (Cindy), Jennifer Inge (cameriera), Andrea Robinson (nuotatrice), Skee-Lo (Skee-Lo)

### Trama
Mitch va sotto copertura come imitatore di donne quando l'agenzia indaga su una serie di aggressioni a una compagnia di drag-show.

## Sottotiro
- Titolo originale: Takeover
- Diretto da: Gus Trikonis
- Scritto da: Chad e Carey W. Hayes e Robert McCullough
- Interpreti: David Hasselhoff (Mitch Buchannon), Gregroy Alan Williams (Garner Ellerbee), Angie Harmon (Ryan McBride), Eddie Cibrian (Griff Walker), Donna D'Errico (Donna Marco), Lou Rawls (Lou Raymond), Sandra Hess (Nicki Schachter), John Furey (Rhett Collins), Brant von Hoffman (Ned Judd), Patricia Sill (Debra Collins), Mark Tymchyshyn (Taylor), Richard Psarros (Donald Jansen), Jennifer Inge (guardaspiaggia Jenny)

### Trama
Mitch e Ryan indagano sulle persone che vogliono trarre vantaggio dall'acquisizione ostile di un'azienda che prevede l'omicidio di alcuni dipendenti chiave. Nel frattempo Donna Marco acquista il locale Nights da Lou e assume Griff Walker, un surfista, per aiutarla al lavoro.

## Legami di sangue
- Titolo originale: Thin Blood
- Diretto da: Georg Fenady
- Scritto da: Chad e Carey W. Hayes
- Interpreti: David Hasselhoff (Mitch Buchannon), Gregroy Alan Williams (Garner Ellerbee), Angie Harmon (Ryan McBride), Eddie Cibrian (Griff Walker), Donna D'Errico (Donna Marco), Lou Rawls (Lou Raymond), Kin Shriner (Miles Harrington), Laura Harring (Charlie McBride), Eric Scoot Woods (criminale), John Melendez (Doran), Stanley Grover (parrucchiere), Dwayne Adway (giocatore di basket), Doc Duhame (Keenan), Don McGovern (uomo di Armani), Brad Martin (uomo di Armani), Carl Cirafallo (criminale), Jenny Inge (cameriera)

### Trama
Charlie, la sorella minore di Ryan, arriva in città per una visita, viene seguita da alcuni criminali che sostengono che sia scappata con i loro soldi. Il loro boss rapisce Ryan come garanzia.

## Il corriere della morte
- Titolo originale: Payback
- Diretto da: Reza Badiyi
- Scritto da: Len Janson
- Interpreti: David Hasselhoff (Mitch Buchannon), Gregroy Alan Williams (Garner Ellerbee), Angie Harmon (Ryan McBride), Eddie Cibrian (Griff Walker), Donna D'Errico (Donna Marco), Lou Rawls (Lou Raymond), Geraldo Rivera (Albert Romero), Mellani Paul (Bobbie Romero), Andrew Prine (Carlos Jordan), Greg Lewis (Arthur Daboya), Henry Brown (detective Byron Brown), James Luisl (Murray), Glen Ratcliffe (criminale), Darrell Gurney (Felix Dennis), Jenny Inge (guardaspiaggia Jenny)

### Trama
Albert Romero, una vecchia conoscenza di Mitch, si presenta all'improvviso e gli chiede di aiutarlo a cercare sua moglie Boobie che è stata rapita dalla mafia.

## Annegamento sospetto
- Titolo originale: Backup
- Diretto da: Charles Bail
- Scritto da: Maurice Hurley
- Interpreti: David Hasselhoff (Mitch Buchannon), Gregroy Alan Williams (Garner Ellerbee), Angie Harmon (Ryan McBride), Eddie Cibrian (Griff Walker), Donna D'Errico (Donna Marco), Lou Rawls (Lou Raymond), Billy Warlock (Eddie Kramer), Valerie Wildman (Doris Jennings), Scott Thompson Baker (Pierce), Kimber Sissons (Joy), Gary Kasper (Levi Marsha), Barry Pearl (Paul Whitset), Sam Rubin (medico legale), Jenny Inge (guardaspiaggia Jenny), Michael Newman (Michael Newman)

### Trama
Eddie Kramer ritorna per alcuni giorni a Baywatch. Chiede aiuto a Mitch per indagare sulla morte di un uomo sulla spiaggia avvenuta durante un suo salvataggio. Nel frattempo, Garner e Ryan fanno un appostamento per catturare un ladro.

## Il ladro della notte
- Titolo originale: Thief in the Night
- Diretto da: Charles Bail
- Scritto da: Len Janson
- Interpreti: David Hasselhoff (Mitch Buchannon), Gregroy Alan Williams (Garner Ellerbee), Angie Harmon (Ryan McBride), Eddie Cibrian (Griff Walker), Donna D'Errico (Donna Marco), Lou Rawls (Lou Raymond), Christiana D'Amore (Nina Cutter), Charles Fleischer (Carl Fleischer), Kristen Meadows (Jeri Ross), Richard Whiten (Uomo della security), Jenny Inge (guardaspiaggia Jenny)

### Trama
Mitch prende in simpatia Nina Cutter, una donna che in realtà una ladra responsabile di una serie di furti allo yacht club.

## Incubo mortale
- Titolo originale: The Curator
- Diretto da: Georg Fenady
- Scritto da: Kimmer Ringwald
- Interpreti: David Hasselhoff (Mitch Buchannon), Gregroy Alan Williams (Garner Ellerbee), Angie Harmon (Ryan McBride), Eddie Cibrian (Griff Walker), Donna D'Errico (Donna Marco), Lou Rawls (Lou Raymond), Yasmine Bleeth (Caroline Holden), Steven Culp (Garth Youngblood), Michael Newman (Michael Newman), Gregory Barnett (Jim Barnett), Deanna Alyxander (Lindsay), Christopher Michael (poliziotto), Robert Pralgo (Eddie), Paul Scott (poliziotto), Angelo Lucaj (poliziotto), Craig Hauer (un bambino), Sandra Conti (mamma del bambino), Chris Fiore (Brad), Jenny Inge (guardaspiaggia Jenny)

### Trama
Garth Youngblood, uno psicopatico criminale, inizia a fare delle avances a Caroline mentre è impegnata come guardaspiaggia. Caroline respinge, così Garth la rapisce. Mitch , con gli altri guardaspiaggia Newman e Barnett, e Garner iniziano a cercare Caroline.

## Il codice del silenzio
- Titolo originale: Code of Silence
- Diretto da: Charles Bail
- Scritto da: Mark Rodgers
- Interpreti: David Hasselhoff (Mitch Buchannon), Gregroy Alan Williams (Garner Ellerbee), Angie Harmon (Ryan McBride), Eddie Cibrian (Griff Walker), Donna D'Errico (Donna Marco), Lou Rawls (Lou Raymond), Dey Young (Detective Harrison), Soon-Tek Oh (Matsuo Sumaro), Leo Lee (Hideo Nagano), Irene Tsu (Lili), John Fujioka (Kenji Nakahira), Jenifer Tung )Hiroko Nakahira), James Kiryiama-Lem (informatore), Nicole Ilda (Mariko), Doug Coupe (Jack), Jeff Imada (criminale), Jenny Inge (guardaspiaggia Jenny), James Lew (criminale)

### Trama
Mitch aiuta Matsuo Sumaro a trovare la nipote, una giovane geisha, rapita dalla Yakuza.

## Il gusto della vendetta
- Titolo originale: Vengeance
- Diretto da: Georg Fenady
- Scritto da: Maurice Hurley e Robert McCullough
- Interpreti: David Hasselhoff (Mitch Buchannon), Gregroy Alan Williams (Garner Ellerbee), Angie Harmon (Ryan McBride), Eddie Cibrian (Griff Walker), Donna D'Errico (Donna Marco), Lou Rawls (Lou Raymond), Robert Dryer (Johnny Larkin), Dominique Jennings (Detective Lea Broussard), Michael Nickles (Mohammed Aziz), Josh Devane (David Hollingsworth), Stephen Poletti (Detective Bob), Joe Monti (Marks), Elizabeth Giordano (Bunny), Jenny Inge (guardaspiaggia Jenny)

### Trama
Johnny Larkin, un detenuto pericoloso, evade di prigione per vendicarsi di tutti coloro con lo hanno contribuito al suo arresto e alla sua condanna, includendo Garner.

## Veleno invisibile
- Titolo originale: Epilogue
- Diretto da: Reza Badiyi
- Scritto da: Kimmer Ringwald
- Interpreti: David Hasselhoff (Mitch Buchannon), Gregroy Alan Williams (Garner Ellerbee), Angie Harmon (Ryan McBride), Eddie Cibrian (Griff Walker), Donna D'Errico (Donna Marco), Lou Rawls (Lou Raymond), Ben Murphy (Robert Houston), Julianne Morris (René O'Gill), Jared Murphy (R.J. O'Gill), Oscar Dillon (Anthony Reese), Carmen Electra (Candy), Will Kempe (Burdette), Jenny Inge (guardaspiaggia Jenny), Joan Rosenweig (Gloria)

### Trama
Rene e R.J. O'Gill, due figliastri di un uomo rimasto vedovo di recente, assumono Mitch per proteggerli poiché sospettano che il loro patrigno Robert Houston abbia ucciso la madre per i suoi soldi.

## Programma di protezione
- Titolo originale: Rendezvous
- Diretto da: Georg Fenady
- Scritto da: Mark Rodgers
- Interpreti: David Hasselhoff (Mitch Buchannon), Gregroy Alan Williams (Garner Ellerbee), Angie Harmon (Ryan McBride), Eddie Cibrian (Griff Walker), Donna D'Errico (Donna Marco), Lou Rawls (Lou Raymond), John Sanderford (Bradley Thurman), Brant Von Hoffman (Giudice Ned), Michael Mahon (parrucchiere), Richard Bakalyan (informatore), Jenny Inge (cameriera)

### Trama
Mitch, Garner e Ryan indagano su una guerra familiare in cui una moglie accusa il marito di appropriazione indebita aziendale, e devono trovare l'uomo prima che possa portare a termine il suo piano.

## Identità rubata
- Titolo originale: A Closer Look
- Diretto da: Bernard Kowalski
- Scritto da: Kimmer Ringwald
- Interpreti: David Hasselhoff (Mitch Buchannon), Gregroy Alan Williams (Garner Ellerbee), Angie Harmon (Ryan McBride), Eddie Cibrian (Griff Walker), Donna D'Errico (Donna Marco), Lou Rawls (Lou Raymond), Gary Collins (Dewey Morgan), Lisa Boyle (Saundra), Henry Brown (Detective Byron Brown), Windsor Harmon (barista Harry), Lisa Schad (Mackenna Morgan), Christopher Mayer (Chad Lindsay), James Paradise (manager), Donald Craig (Carl Collins), Roger Hewlett (Leo), Jenny Inge (guardaspiaggia Jenny), Cazimir Milostan (paparazzo), Melissa Reigel (Melanie)

### Trama
Dewey Morgan, un vecchio amico di Mitch, chiede di indagare sulla sua ex moglie Mackenna, che non sembra essere quella di prima e crede che sia un'impostrice.

## Inganno mortale
- Titolo originale: Heat Rays
- Diretto da: Peter Roger Hunt
- Scritto da: E. Paul Edwards
- Interpreti: David Hasselhoff (Mitch Buchannon), Gregroy Alan Williams (Garner Ellerbee), Angie Harmon (Ryan McBride), Eddie Cibrian (Griff Walker), Donna D'Errico (Donna Marco), Lou Rawls (Lou Raymond), Billy Vera (Buddy Ray), Brian Patrick Clarke (Jason Ray), Christa Sauls (Marnie Morrow), Kathleen Garrett (Carmen Ray), Judy Geeson (Grace Morrow), Robert Thomas (spacciatore), Ken Steadman (Glen), Tina New (ladra), Hope Allen (ladra), Jenny Inge (guardaspiaggia Jenny)

### Trama
Mitch indaga su alcuni morti sospette di alcuni membri di un gruppo rock di surfisti. Nel frattempo Dana viene indotta con l'inganno a saltare da un ponte e trascorre la notte in acqua, dove viene salvata da due uomini che svolgono una missione pericolosa.